# Gibson (Illinois)
Gibson je grad u američkoj saveznoj državi Ilinois. Prema popisu stanovništva iz 2010. u njemu je živjelo. stanovnika.